# Bastasi (Banja Luka, BiH)
Bastasi su naseljeno mjesto u sastavu Grada Banje Luke, Republika Srpska, BiH.

## Stanovništvo
| Bastasi            |              |
| godina popisa      | 1991.        |
| Hrvati             | 1 (0,20%)    |
| Srbi               | 167 (33,87%) |
| Muslimani          | 300 (60,85%) |
| Jugoslaveni        | 5 (1,01%)    |
| ostali i nepoznato | 20 (4,05%)   |
| ukupno             | 493          |